# Messerschmitt Me 323
Messerschmitt Me 323 Gigant ("Khổng lồ") là một loại máy bay vận tải quân sự của Đức trong Chiến tranh thế giới II. Đây là loại máy bay vận tải trên bộ lớn nhất trong Chiến tranh thế giới II.

## Biến thể

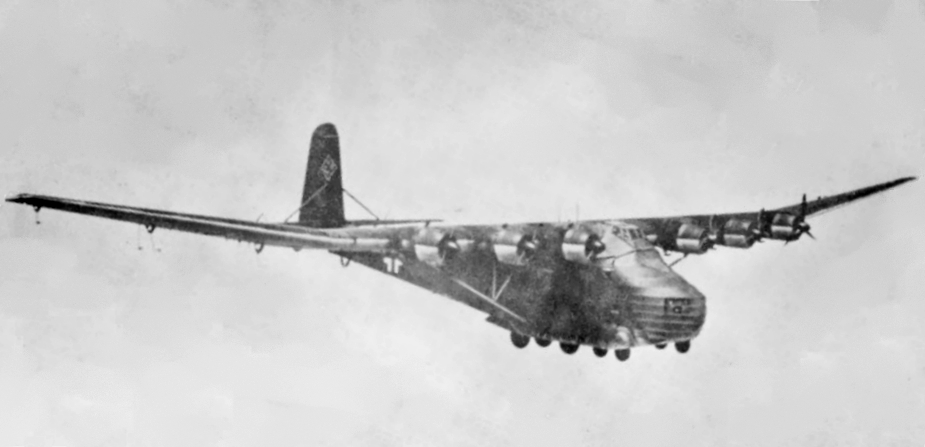
Messerschmitt Me 323D.

Me 323 V1
Me 323 V2
Me 323 D-1
Me 323 D-2
Me 323 D-6
Me 323 V13
Me 323 V14
Me 323 E-1
Me 323 E-2
Me 323 E-2 WT
Me 323 V16
Me 323 V17
Me 323Z (Zwilling)

## Tính năng kỹ chiến thuật (Me 323 D-6)
Dữ liệu lấy từ Britannica Book Of The Year 1944; German Aircraft of the Second World War
Đặc điểm tổng quát
- Kíp lái: 5
- Sức chứa: 130 lính hoặc 10–12 tấn thiết bị
- Chiều dài: 28,2 m (92 ft 4 in)
- Sải cánh: 55,2 m (181 ft 0 in)
- Chiều cao: 10,15 m (33 ft 3,5 in)
- Diện tích cánh: 300 m² (3.228 sq ft)
- Trọng lượng rỗng: 27.330 kg (60.260 lb)
- Trọng lượng có tải: 29.500 kg (65.000 lb)
- Trọng lượng cất cánh tối đa: 43.000 kg (94.815 lb)
- Động cơ: 6 × Gnome-Rhône 14N-48/49, 1180 PS khi cất cánh (868 kW)  mỗi chiếc

 Hiệu suất bay 
- Vận tốc cực đại: 285 km/h (177 mph (154 kn))
- Vận tốc hành trình: 218 km/h (136 mph (118 kn))
- Tầm bay: 800 km (500 mi)
- Tầm bay chuyển sân: 1.100 km (684 mi)
- Trần bay: 4.000 m (13.123 ft)
- Vận tốc lên cao: 3,6 m/s (710 ft/phút)

Trang bị vũ khí

- Súng: Súng máy MG 15, MG 81 7,92 mm hoặc súng máy MG 131 13 mm